# Hans Preiskeit
Hans Preiskeit (* 26. September 1920 in Breslau; † 26. Juni 1972 in Rosenheim) war ein deutscher Radrennfahrer und nach Beendigung seiner Laufbahn Radsportfunktionär.

## Radsport-Karriere
Mit dem Radsport begann er, nachdem ihn sein älterer Bruder Günther, der bereits regelmäßig trainierte, zu einem Training im RV 1897 Breslau mitnahm. Zuvor war er als Schwimmer sportlich aktiv. Preiskeit absolvierte zu dieser Zeit eine Kaufmannslehre.
In kurzer Zeit hatte er 62 Jugendrennen gewonnen und er wechselte vorzeitig in die Klasse der Amateure. Dort wurde er 1940 und 1941 Vize-Meister im Straßenrennen.
Als er 1938 das Rennen um den Großen Sachsenpreis über 270 Kilometer gewann, wurde er in die deutsche Nationalmannschaft berufen. Auch erhielt er ein Angebot, künftig für den RC Wanderer Chemnitz zu starten. Daraufhin übersiedelte er nach Chemnitz. Als Nationalfahrer hatte er 1939 ein erfolgreiches Jahr, er gewann die Erzgebirgs-Rundfahrt, das Eintagesrennen Porvoon ajot (ebenso 1940) und wurde Sieger in der deutschen Meisterschaft in der Mannschaftsverfolgung mit seinem Chemnitzer Verein, wie auch 1940 und 1941. 1940 wurde er zur Wehrmacht eingezogen, konnte zunächst aber weiter Rennen fahren. So gewann er u. a. die Finnland-Rundfahrt. 1941 wurde zunächst ebenfalls ein erfolgreiches Jahr. Bei seinen Siegen ragten heraus: die Erzgebirgs-Rundfahrt, Rund durch Schwaben, Rund um Köln, Rund um Breslau und der Große Diamant-Preis in Chemnitz. Alle Siege waren gegen die deutsche Spitzenklasse herausgefahren worden. Im August wurde seine Laufbahn unterbrochen, er wurde an die Ostfront versetzt. Dort erlitt er 1942 eine schwere Kopfverletzung, die mehrere Operationen und einen zweijährigen Lazarettaufenthalt zur Folge hatten.
Hans Preiskeit war Profi-Rennfahrer von 1946 bis 1956 und gehörte damit zur ersten Generation von Radsportlern nach dem Zweiten Weltkrieg. Noch als Amateur und Mitglied des RC Wanderer Chemnitz hatte er während des Krieges 1941 zweimal bei Deutschen Straßenmeisterschaften der Amateure – 1940 und 1941 – den zweiten Platz belegt und das Rennen Rund um Köln gewonnen. Nach seiner Rückkehr aus dem Zweiten Weltkrieg, der ihn auch sein gesamtes Rennmaterial gekostet hatte, siedelte er 1947 nach München um, da in Bayern schon regelmäßig Rennen veranstaltet wurden. Noch in Chemnitz hatte ihm ein Freund aus Restbeständen der Wanderer-Werke ein Rennrad montiert.
1947 gewann Preiskeit, der ein Allrounder auf Bahn und Straße war, Rund um Berlin und im Jahr darauf Berlin–Cottbus–Berlin. 1948 gewann er das Ersatzrennen des Großen Preises der Stadt Leipzig im Steherrennen. 1955 wurde er Deutscher Meister im Straßenrennen und siegte bei Rund um Köln. Im selben Jahr startete er bei der Deutschland-Rundfahrt, gewann den Bergpreis und belegte den achten Platz in der Gesamtwertung.
1947 wurde Hans Preiskeit Deutscher Meister im Zweier-Mannschaftsfahren gemeinsam mit Rudi Mirke und 1954 zum zweiten Mal, dieses Mal mit Ludwig Hörmann. 1947 errang Preiskeit, der mittlerweile in Chemnitz lebte, bei der in Halle ausgetragenen „Ostzonen-Meisterschaft“ für Berufsfahrer drei Titel. Er startete auch bei 42 Sechstagerennen und siegte dreimal: 1953 in Hannover mit Oscar Plattner, 1954 in München und Münster mit Ludwig Hörmann. Bei den UCI-Straßen-Weltmeisterschaften war er 1953 (ausgeschieden) und 1955 (20. Platz) am Start.

## Sportlicher Leiter
Nach dem Ende seiner aktiven Laufbahn im Jahr 1956 wurde Hans Preiskeit Sportlicher Leiter der Deutschlandhalle in Berlin sowie der Radrennbahnen von Nürnberg, München, Bregenz und Bamberg. 1961 war er Sportlicher Leiter des Radsportteams Berolina. 1967 und 1968 war er Chef des deutschen Teams bei der Tour de France. Bei den Olympischen Spielen 1972 wurde er zum Chef der olympischen Radrennbahn in München ernannt. Vor Beginn der Spiele kam Preiskeit bei einem Autounfall in der Nähe von Rosenheim ums Leben.

## Privates
Hans Preiskeit wirkte mit anderen Radsportlern in dem 1949 gedrehten deutschen Spielfilm „Um eine Nasenlänge“ (Hauptrolle Theo Lingen) mit.
1949 drehte die Produktionsfirma Haky einen Film über sein Leben zwischen 1938 und 1949, seine Erfolge und Leiden im Zweiten Weltkrieg. Der Film trug den Titel „und dennoch“ und lief in 2.000 deutschen Kinos. 1954 verlieh ihm sein französischer Kollege Guy Lapébie wegen seiner natürlichen Autorität und Energie den Spitznamen „General“, den er auch in späteren Jahren behielt.

## Erfolge

### Bahn
1939
- Deutscher Meister – Mannschaftsverfolgung (mit Bruno Schulze, Rudi Thoß, Franz Bronold, Gerhard Bolte und Hans Kinnle)

1940
- Deutscher Meister – Mannschaftsverfolgung (mit Bruno Schulze, Rudi Thoß, Franz Bronold)

1941
- Deutscher Meister – Mannschaftsverfolgung (mit Bruno Schulze, Rudi Thoß, Franz Bronold)

1947
- Deutscher Meister – Zweier-Mannschaftsfahren (mit Rudi Mirke)

1953
- Sechstagerennen Hannover (mit Oscar Plattner)

1954
- Sechstagerennen Münster (mit Ludwig Hörmann)
- Sechstagerennen München (mit Ludwig Hörmann)
- Deutscher Meister – Zweier-Mannschaftsfahren (mit Ludwig Hörmann)

### Straße
1941
- Rund um Köln (Amateure)

1947
- Rund um Berlin

1948
- Berlin–Cottbus–Berlin

1954
- eine Etappe Niederlande-Rundfahrt

1955
- Rund um Köln
- eine Etappe Deutschland-Rundfahrt
- Deutscher Meister – Straßenrennen